# Auctoritates Aristotelis
O Auctoritates Aristotelis ("Passagens autorizadas de Aristóteles") foi um florilegium popular (antologia de breves trechos) provavelmente composto por volta do final do século XIII. Nos manuscritos, era intitulado Parvi flores (flores pequenas), mas, quando foi impresso nos últimos anos do século XV e no primeiro quartel do século XVI, o título passou a ser Auctoritates Aristotelis, Senecae, Boethii, Platonis, Appulei, Empedoclis, Porphyrii et Gilberti Porretani ou, para algumas edições italianas, Propositiones universales Aristotelis et aliorum philosophorum.
Esta grande coleção de sententiae (opiniões) derivadas de textos escolásticos foi compilada por volta de 1300.
Em 1974, Jacqueline Hamesse propôs, "na ausência de outras informações", considerar Marsílio de Pádua como o autor mais provável da coleção,  mas em 1994, ela chegou à conclusão de que o autor era Johannes de Fonte, um franciscano e leitor de teologia no convento franciscano de Montpellier. 
Johannes de Fonte afirma no prólogo que sua obra visa auxiliar "tanto na pregação ao povo quanto no estudo das artes". A obra teve ampla circulação, proporcionando uma maneira conveniente de acessar a filosofia de Aristóteles ou de enriquecer uma composição ou sermão com citações de sua obra.
As Auctoritates Aristotelis são de grande importância na formação do primeiro ato do romance espanhol em diálogos La Celestina.